# Tournoi de tennis French Indoors
Le French Indoors (Paris, France) est un tournoi de tennis féminin du circuit professionnel WTA.
La seule édition de l'épreuve a été organisée en 1975, remportée par la Britannique Virginia Wade en simple.

## Palmarès

### Simple
| No | Date       | Nom et lieu du tournoi | Catégorie | Dotation | Surface         | Vainqueure    | Finaliste  | Score         |  |
| -- | ---------- | ---------------------- | --------- | -------- | --------------- | ------------- | ---------- | ------------- |  |
| 1  | 05-11-1975 | French Indoors, Paris  |           | NC       | Moquette (int.) | Virginia Wade | Sue Barker | 6-1, 6-7, 9-7 |  |

### Double
| No | Date       | Nom et lieu du tournoi | Catégorie | Dotation | Surface         | Vainqueures                | Finalistes                     | Score         |  |
| -- | ---------- | ---------------------- | --------- | -------- | --------------- | -------------------------- | ------------------------------ | ------------- |  |
| 1  | 05-11-1975 | French Indoors Paris   |           | NC       | Moquette (int.) | Françoise Dürr Betty Stöve | Evonne Goolagong Virginia Wade | 2-6, 6-0, 6-3 |  |